# الفساد في فنزويلا
يعتبر مستوى الفساد في فنزويلا مرتفعًا جدًا وفقًا للمعايير العالمية وهو منتشر في العديد من مستويات المجتمع الفنزويلي. أدى اكتشاف النفط في فنزويلا في أوائل القرن العشرين إلى تفاقم الفساد السياسي. أدى الكم الهائل من الفساد وسوء الإدارة في البلاد إلى صعوبات اقتصادية شديدة، وهي جزء من الأزمة في فنزويلا البوليفارية. يصنف مؤشر مدركات الفساد لعام 2019 الصادر عن منظمة الشفافية الدولية البلاد في المرتبة 173 من بين 180 دولة.

## تاريخ
كان تاريخ فنزويلا غارقًا في الوجود المستمر والمكثف للفساد. في عام 1991، كتبت الكاتبة روث كابريليس أن تاريخ الفساد في فنزويلا هو تاريخ ديمقراطيتنا التي تصور العديد من حالات الفساد في البلاد. في عام 1997، ادعت منظمة برو كاليداد دي فيدا، وهي منظمة غير حكومية فنزويلية، أن نحو 100 مليار دولار من عائدات النفط قد أسيء استخدامها في السنوات الخمس والعشرين السابقة.

### سيمون بوليفار (1813-1830)
خلال حرب الاستقلال الفنزويلية في عام 1813، أصدر سيمون بوليفار مرسومًا ينص على أن أي فساد يعاقب عليه بالإعدام. رفض ماركس بوليفار باعتباره محررًا زائفًا سعى فقط إلى الحفاظ على سلطة نبل الكريول القديم الذي كان ينتمي إليه. وفقًا لماركس، بعد وصول بوليفار إلى كاراكاس في عام 1813، سرعان ما أثبتت ديكتاتورية بوليفار فوضى عسكرية، تاركة أهم الأمور في أيدي المفضلين، الذين أهدروا أموال البلاد، ثم لجأوا إلى وسائل بغيضة من أجل استعادة الوضع الطبيعي لهم. في 1 يناير 1814، اجتمع مجلس وتجمع المجلس العسكري لأكثر سكان كاراكاس نفوذًا تحت حكم بوليفار، وأطلق عليه قانونًا اسم ديكتاتور. بعد ثلاث سنوات، قام بوليفار، الذي كان على علاقة مضطربة مع الجنرال مانويل بيار، بوضع خطة للتخلص من بيار التي تضمنت اتهامات كاذبة لبيار بالتآمر ضد البيض، والتآمر على حياة بوليفار، والتطلع إلى السلطة العليا، مما أدى في النهاية إلى إعدام بيار في 16 أكتوبر 1817.
خلال فترة رئاسته في عشرينيات القرن التاسع عشر، أصدر بوليفار مرسومين يفيدان بأن الفساد انتهاك للمصلحة العامة وعزز مرسومه بالقول إن مثل هذه الأفعال يعاقب عليها بالإعدام. لكن في ظل حكم بوليفار، صدرت أوامر بنهب المدن، وسرقت الحلي من الكنائس لتمويل قواته العسكرية. في عام 1826، منح مؤتمر غران كولومبيا، الذي كان تابعًا لبوليفار وكان يعاني من مشاكل مالية، بوليفار أكثر من مليون بيزو بينما لجأ مسؤولون آخرون إلى الاستيلاء والمصادرة من الجمهور. صرّح ماركس أن تحريض بوليفار لمواقف مسلحة متعددة من أجل الحفاظ على السلطة ورغبته في إقامة كل أمريكا الجنوبية في جمهورية اتحادية واحدة، مع نفسه ديكتاتورًا أدى في النهاية إلى سقوطه.

### أنطونيو جوزمان بلانكو وخواكين كريسبو (1870-1899)
قاد أنطونيو جوزمان بلانكو حكومة فنزويلية مستقرة إلى حد ما يُزعم أنها كانت مليئة بالفساد. لقد سعى إلى تغيير فنزويلا من دولة متخلفة ووحشية إلى دولة أكثر ازدهارًا معجبة بالولايات المتحدة وفرنسا على وجه الخصوص. يقال إن غوزمان سرق أموالًا من الخزانة، وأساء استخدام سلطته، وبعد خلاف مع أحد الأسقف، طرد أي رجال دين يختلف معه واستولى على ممتلكات تابعة للكنيسة الكاثوليكية. عندما واجه غوزمان بلانكو رفضًا شديدًا أثناء إدارته، أمر بإخراج جثة سيمون بوليفار وإعادة دفنها في البانثيون الوطني بفنزويلا، على الرغم من الآراء المتعارضة بشدة.
في عام 1884، عين غوزمان خواكين كريسبو ليكون خليفته ويخدم تحت قيادته. اشتهر كريسبو بتأسيس الحلقة الحديدية من خلال إقامة اتصالات مع المسؤولين قبل نهاية فترة ولايته الأولى في عام 1886. وضع حلفاءه في مقاعد الكونغرس للمساعدة في ضمان إعادة انتخابه مما أثار غضب غوزمان. ثم نشأ صراع على السلطة بين الاثنين، تاركًا السياسة الفنزويلية ضعيفة في أعقابه. بعد تمرد ضد كريسبو من قبل خوسيه مانويل هيرنانديز في مارس 1898، قاد كريسبو القوات لقمع المتمردين، لكنه قتل برصاصة طائشة.
قرب نهاية حياته، حاول جوزمان أن يحكم فنزويلا من أوروبا حتى وفاته في باريس في 28 يوليو 1899، تاركًا وراءه فراغًا سياسيًا بسبب فقدان الزعيمين ما يزيد قليلًا عن عام واحد.

### سيبريانو كاسترو (1899–1908)
شغل سيبريانو كاسترو منصب حاكم تاتشيرا حتى تمت الإطاحة به ونفيه إلى كولومبيا في عام 1892. ثم جمع ثروة كبيرة من خلال تجارة الماشية غير القانونية واستأجر جيشًا خاصًا كان ينوي السير معه في كاراكاس. بعد انقلاب ناجح في عام 1899، كانت ديكتاتوريته واحدة من أكثر الفترات فسادًا في تاريخ فنزويلا.  بمجرد توليه المسؤولية، بدأ كاسترو في نهب الخزانة وتعديل الدستور ليناسب إدارته. لقد قتل أو نفي خصوم سياسيون، وعاش في إسراف وحطم الدبلوماسية مع الدول الأجنبية. أثار العديد من الإجراءات الأجنبية، بما في ذلك عمليات الحصار والقصف من قبل السفن البحرية البريطانية والألمانية والإيطالية التي تسعى لفرض مزاعم مواطنيها ضد حكومة كاسترو. وصف وزير خارجية الولايات المتحدة إليهو روت كاسترو بأنه متوحش مجنون، بينما وصفه المؤرخ إدوين ليوين بأنه ربما يكون أسوأ دكتاتوريين في فنزويلا.

### خوان فيسينتي غوميز (1908-1935)
من عام 1908 إلى عام 1935، تولى الديكتاتور خوان فينسينت غوميز السلطة، حيث ارتكبت أفعال الفساد التي قام بها المتعاونين المباشرين فقط. بحلول الوقت الذي مات فيه، كان إلى حد بعيد أغنى رجل في البلاد. لم يفعل سوى القليل من أجل التعليم العام وتمسك بمبادئ الديمقراطية الأساسية بازدراء. أكسبه سحقه القاسي للخصوم من خلال شرطته السرية سمعة طاغية. كما اتهمه معارضوه بمحاولة تحويل البلاد إلى إقطاعية شخصية.

### حكومة هوغو شافيز
في أوائل العقد الأول من القرن الحادي والعشرين، تسببت علاقة هوغو شافيز مع القوات المسلحة الثورية الكولومبية في حالة من عدم الارتياح بين الجيش الفنزويلي. في يناير 2005، ذكرت شركة استخبارات ستراتفور أن الاعتقال المثير للجدل لرودريجو غراندا في ديسمبر 2004 أظهر دعم شافيز للقوات المسلحة الثورية لكولومبيا بعد أن زُعم أنه تعرض لضغوط من القوات المسلحة الثورية لكولومبيا. أنشأ شافيز نظامًا تزود فيه فارك الحكومة الفنزويلية بالمخدرات التي سيتم نقلها في الماشية الحية عبر الحدود الفنزويلية الكولومبية بينما تتلقى القوات المسلحة الثورية لكولومبيا المال والأسلحة من الحكومة الفنزويلية بعد تلقي المخدرات. وفقًا لسالازار، تم القيام بذلك من أجل إضعاف الرئيس الكولومبي ألفارو أوريبي، عدو شافيز.
في عام 2008، اتهمت وزارة الخزانة الأمريكية اثنين من كبار المسؤولين الحكوميين الفنزويليين هوغو كارفاخال وهنري رانجيل سيلفا ومسؤول سابق واحد، رامون رودريغيز شاسين، بتقديم مساعدة مادية لعمليات تهريب المخدرات التي نفذتها جماعة حرب العصابات المسلحة الثورية لكولومبيا. وفقًا للأسبوعية الكولومبية سيمانا، كان هوغو كارفاخال، مدير، الوكالة الفنزويلية المسؤولة عن المخابرات العسكرية، متورطًا أيضًا في دعم تهريب المخدرات للقوات المسلحة الثورية لكولومبيا وكان تحت قيادة هوغو شافيز فقط. يُزعم أن كارفاخال قد حمى وأعطى بطاقات هوية مزورة لتجار المخدرات الكولومبيين ومن المفترض أنه متورط في تعذيب وإعدام الأسرى. في تقرير صدر عن كونغرس الولايات المتحدة عام 2009، ذُكر أن الفساد في القوات المسلحة الفنزويلية كان يسهل تهريب المخدرات الكولومبية للقوات المسلحة الثورية لكولومبيا.